# Symplectoscyphus anae
Symplectoscyphus anae is een hydroïdpoliep uit de familie Sertulariidae. Symplectoscyphus anae werd in 2002 voor het eerst wetenschappelijk beschreven door Peña Cantero, Svoboda & Vervoort. 